# 楊博涵
楊博涵（1994年3月13日—），台灣男子羽球選手。

## 簡歷
楊博涵啟蒙教練為臺北市民權國小羽球教練陳嬥筌，大學一年級獲得甲組球員。

### 2013－2015年：初出茅廬
2013年3月，楊博涵与廖敏竣出战越南羽毛球國際挑戰賽，在男双决赛以2比0（30-28、21-14）击败了中国香港强档的陳潤龍/王偉康，夺得其首个國際挑戰賽男双冠军。2015年9月，楊博涵與劉韋辰出战雪梨羽毛球國際賽，在男双決賽以1比2（21-13、17-21、11-21）不敵馬來西亞的Roni Tan Wee Long/Jagdish Singh，獲得亞軍。

### 2016－2017年：三夺国际赛冠军
2016年3月，楊博涵与劉韋辰出战懷卡托羽毛球國際賽，在男双决赛以2比0（22-20、21-10）击败了队友的蘇敬恒/楊博軒，赢得国际赛冠军。直到9月，他正式改與盧敬堯搭檔參加國際賽事；其中，分别在三站的歐洲羽聯巡迴賽都赢得冠軍，包括在比利時羽毛球國際賽的决赛以2比0（21-13、21-13）击败了丹麦的弗雷德里克·科爾貝爾/拉斯穆斯·弗萊德伯格、波蘭羽毛球國際賽的决赛以2比0（21-16、21-9）横扫英格兰的克里斯托弗·高斯/格雷戈里·梅尔斯以及布拉格羽毛球公開賽的决赛以2比1（21-17、20-22、21-15）力克丹麦的马蒂亚斯·贝尔-斯密特/弗雷德里克·瑟高。同年11月，他与盧敬堯出战馬來西亞羽毛球國際挑戰賽，在男双决赛以0比2（9-21、13-21）不敌赛会6号种子、马来西亚强档的徐家铭/劉雋程，赢得亚军。同年12月，他与盧敬堯出战韓國羽毛球大師賽，在男双準决赛以0比2（16-21、16-21）不敌韩国新老组合的金載煥/高成炫。
2017年1月，楊博涵与盧敬堯出战印度羽毛球黃金大獎賽，在男双决赛以0比2（14-21、15-21）不敌赛会头号种子、奥运亚军的玛蒂亚斯·鲍伊/卡斯腾·摩根森，赢得亚军。同年6月，他与盧敬堯出战澳洲羽毛球超級賽，在男双準决赛以0比2（15-21、15-21）不敌赛会3号种子、日本强档的嘉村健士/園田啟悟。同年6月，他与盧敬堯出战中華台北羽球公開賽，在男双準决赛以0比2（19-21、24-26）不敌赛会头号种子、队友的李哲輝/李洋。同年7月，他与盧敬堯出战加拿大羽毛球大獎賽，在男双準决赛以0比2（13-21、20-22）不敌韩国新秀的金元昊/徐承宰。同年7月，他与盧敬堯出战美國羽毛球黃金大獎賽，在男双决赛以1比2（21-15、13-21、13-21）不敌赛会2号种子、日本强档的井上拓斗/金子祐樹，赢得亚军。

### 2022年：歐洲三站出色表現，收下生涯超級賽首冠
2022年10月，楊博涵与盧敬堯出战丹麥羽毛球公開賽，首輪以(21-11、21-14)擊敗英國頭號男雙本·萊恩/肖恩·文迪。次輪遇上傳奇組合穆罕默德·阿赫桑/亨德拉·塞蒂亞萬以(21-19、21-17)終結生涯對戰五連敗。在八強(12-21、15-21)負於印尼雙阿組合法賈·阿爾弗蘭/穆罕默德·里安·阿利安托。
隔週楊博涵与盧敬堯出战法國羽毛球公開賽，首輪以(21-15、15-21、21-17)擊敗小黃人組合马库斯·费尔纳尔迪·吉德翁/凯文·桑加亚·苏卡穆约，終結對戰三連敗。次輪以(24-22、21-16)擊敗中國新雙塔組合劉雨辰/歐烜屹。八強遇上2022全英賽冠軍，印尼的M·S·菲克里/巴加斯·毛拉納激戰三局以(21-16、18-21、21-16)闖進半決賽，半決賽上以(21-15、21-14)直落二擊敗英國頭號男雙本·萊恩/肖恩·文迪，在決賽以(13-21、19-21)惜敗印度黑塔組合萨维克赛拉吉·兰基雷迪/奇拉格·谢提，獲得首個750賽亞軍，創下生涯最佳成績。
接下來的海洛羽毛球公開賽，連過到八強時遇上中國梁王組合梁偉鏗/王昶激戰三局險勝(21-19，19-21，21-19)，並在四強(21-14，15-21，21-14)力克丹麥金·阿斯特魯普/A·S·拉斯姆森，最後在決賽以些微(11-21，21-17，25-23)差距下擊敗同為台灣組合李哲輝/楊博軒，收下人生超級賽首冠。

## 主要比賽成績
只列出曾進入準決賽的國際賽事成績：
| 年份   | 賽事                     | 公開賽級別 | 項目     | 搭檔   | 成績   |
| ------ | ------------------------ | ---------- | -------- | ------ | ------ |
| 2013年 | 越南羽毛球國際挑戰賽     | 國際挑戰賽 | 男子雙打 | 廖敏竣 | 冠軍   |
| 2015年 | 雪梨羽毛球國際賽         | 國際挑戰賽 | 男子雙打 | 劉韋辰 | 亞軍   |
| 2016年 | 懷卡托羽毛球國際賽       | 未來系列賽 | 男子雙打 | 劉韋辰 | 冠軍   |
| 2016年 | 比利時羽毛球國際賽       | 國際挑戰賽 | 男子雙打 | 盧敬堯 | 冠軍   |
| 2016年 | 波蘭羽毛球國際賽         | 國際系列賽 | 男子雙打 | 盧敬堯 | 冠軍   |
| 2016年 | 布拉格羽毛球公開賽       | 國際挑戰賽 | 男子雙打 | 盧敬堯 | 冠軍   |
| 2016年 | 馬來西亞羽毛球國際挑戰賽 | 國際挑戰賽 | 男子雙打 | 盧敬堯 | 亞軍   |
| 2016年 | 韓國羽毛球大師賽         | 大獎賽     | 男子雙打 | 盧敬堯 | 準決賽 |
| 2017年 | 印度羽毛球黃金大獎賽     | 黃金大獎賽 | 男子雙打 | 盧敬堯 | 亞軍   |
| 2017年 | 泰國羽毛球大師賽         | 黃金大獎賽 | 男子雙打 | 盧敬堯 | 亞軍   |
| 2017年 | 澳洲羽毛球超級賽         | 超級賽     | 男子雙打 | 盧敬堯 | 準決賽 |
| 2017年 | 中華台北羽球公開賽       | 黃金大獎賽 | 男子雙打 | 盧敬堯 | 準決賽 |
| 2017年 | 加拿大羽毛球大獎賽       | 大獎賽     | 男子雙打 | 盧敬堯 | 準決賽 |
| 2017年 | 美國羽毛球黃金大獎賽     | 黃金大獎賽 | 男子雙打 | 盧敬堯 | 亞軍   |
| 2018年 | 亞洲運動會羽毛球比賽     | 其他       | 男子團體 | －     | 銅牌   |
| 2018年 | 中華台北羽毛球公開賽     | 超級300賽  | 男子雙打 | 盧敬堯 | 準決賽 |
| 2018年 | 澳門羽毛球公開賽         | 超級300賽  | 男子雙打 | 盧敬堯 | 準決賽 |
| 2018年 | 韓國羽毛球大師賽         | 超級300賽  | 男子雙打 | 盧敬堯 | 準決賽 |
| 2019年 | 泰國羽毛球大師賽         | 超級300賽  | 男子雙打 | 盧敬堯 | 亞軍   |
| 2019年 | 西班牙羽毛球大師賽       | 超級300賽  | 男子雙打 | 盧敬堯 | 準決賽 |
| 2019年 | 加拿大羽毛球公開賽       | 超級100賽  | 男子雙打 | 盧敬堯 | 準決賽 |
| 2019年 | 丹麥羽毛球公開賽         | 超級750賽  | 男子雙打 | 盧敬堯 | 準決賽 |
| 2020年 | 西班牙羽毛球大師賽       | 超級300賽  | 男子雙打 | 盧敬堯 | 準決賽 |
| 2022年 | 法國羽毛球公開賽         | 超級750賽  | 男子雙打 | 盧敬堯 | 亞軍   |
| 2022年 | 海洛羽球公開賽           | 超級300賽  | 男子雙打 | 盧敬堯 | 冠軍   |
| 2023年 | 台北羽球公開賽           | 超級300賽  | 男子雙打 | 盧敬堯 | 亞軍   |
| 2023年 | 澳洲羽毛球公開賽         | 超級500賽  | 男子雙打 | 盧敬堯 | 準決賽 |
| 2024年 | 美國羽毛球公開賽         | 超級300賽  | 男子雙打 | 劉廣珩 | 亞軍   |
| 2024年 | 台北羽毛球公開賽         | 超級300賽  | 男子雙打 | 劉廣珩 | 準決賽 |
| 2025年 | 日本羽毛球公開賽         | 超級750賽  | 男子雙打 | 劉廣珩 | 準決賽 |

| 2007-2017年 | 首要超級賽 | 超級賽 | 黃金大獎賽 | 大獎賽 | 國際挑戰賽 | 國際系列賽 | 未來系列賽 | 其他 |

| 2018-2026年 | 總決賽 | 超級1000賽 | 超級750賽 | 超級500賽 | 超級300賽 | 超級100賽 | 國際挑戰賽 | 國際系列賽 | 未來系列賽 | 其他 |

### 奧運會和世錦賽參賽紀錄
|          | 搭檔   | 2017 | 2018 | 2019 | 2020 | 2021  | 2022 | 2023 |
| -------- | ------ | ---- | ---- | ---- | ---- | ----- | ---- | ---- |
| 男子雙打 | 盧敬堯 | 16強 | 64強 | 64強 | －   | 32強1 | 32強 | 16強 |

- ^  注解1：賽前退賽

## 個人生活
楊博涵感念家人在其選手生涯所承受的壓力而希望將家人帶在身上，因此身上有大面積的刺青，其中有父母結婚照、兄長幼時照片及寵物。

## 外部連結
- 楊博涵/Yang Po Han的Facebook專頁
- 楊博涵的Instagram帳戶